# Gino Vannelli

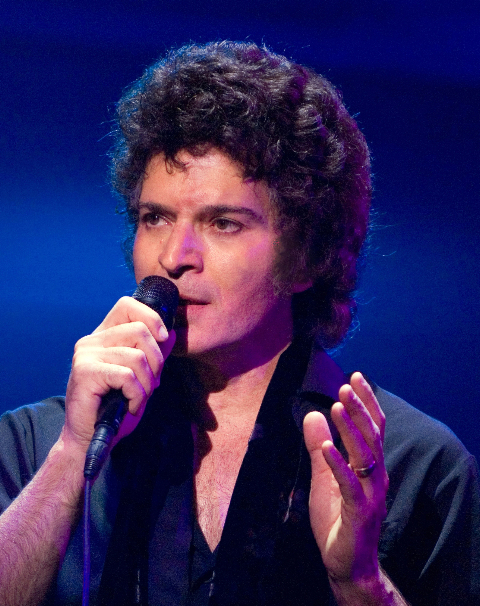
Gino Vannelli

Gino Vannelli, född 16 juni 1952 i Montréal, Québec, är en kanadensisk sångare, musiker och låtskrivare. 
Hans största hit är låten "I Just Wanna Stop" från 1978 vilken gav honom en Grammy Award-nominering och toppade singellistan i Kanada (#4 i USA).

## Album
| Year | Album                    |
| ---- | ------------------------ |
| 1973 | Crazy Life               |
| 1974 | Powerful People          |
| 1975 | Storm At Sunup           |
| 1976 | The Gist of the Gemini   |
| 1977 | A Pauper in Paradise     |
| 1978 | Brother to Brother       |
| 1981 | Nightwalker              |
| 1985 | Black Cars               |
| 1987 | Big Dreamers Never Sleep |
| 1990 | Inconsolable Man         |
| 1992 | Live in Montreal         |
| 1995 | Yonder Tree              |
| 1998 | Slow Love                |
| 2003 | Canto                    |
| 2006 | These Are the Days       |
| 2009 | A Good Thing             |
| 2009 | Stardust in the Sand     |
| 2010 | The Best And Beyond      |